# Epaelops martinezi
Epaelops martinezi è un pesce osseo estinto, appartenente agli elopiformi. Visse nel Cretaceo inferiore (Albiano, circa 105 milioni di anni fa) e i suoi resti fossili sono stati ritrovati in Messico.

## Descrizione
Questo pesce, vagamente simile a un'aringa, possedeva un corpo slanciato e fusiforme. Epaelops si differenziava da ogni altro elopiforme noto per la presenza di un osso antorbitale di forma triangolare che si sovrapponeva alla porzione dorso-anteriore del primo osso infraorbitale, e per la peculiare forma della premascella, dotata di un acuto processo ascendente sull'estremità anteriore. 

## Classificazione
Epaelops è un membro degli elopiformi, un ordine di pesci teleostei attualmente rappresentato da poche forme incluse nei due generi Elops e Megalops, ma comparsi almeno nel Giurassico superiore. Un'analisi filogenetica mostra che Epaelops fa parte del gruppo stelo di quest'ordine, in una posizione intermedia tra Anaethalion del Giurassico superiore e Paraelops del Cretaceo inferiore. 
Epaelops martinezi venne descritto per la prima volta nel 2020, sulla base di due esemplari fossili ben conservati ritrovati in nella formazione Tlayúa, nei pressi di Tepexi Rodriguez nello stato di Puebla, in Messico.

## Paleoecologia e importanza dei fossili
Epaelops era un piccolo predatore che viveva in mari poco profondi. L'ipotesi filogenetica secondo la quale Epaelops occuperebbe una posizione evolutiva tra Anaethalion (che viveva lungo i margini dell'oceano Tetide) e Paraelops (del Gondwana) rivelerebbe la possibile rotta di dispersione degli elopiformi attraverso il corridoio ispano-caraibico tra il Titoniano e l'Aptiano, dalla Tetide/Mediterraneo verso quello che poi sarebbe divenuto l'oceano Atlantico occidentale.